# Gnetum diminutum
Gnetum diminutum là một loài thực vật hạt trần trong họ Gnetaceae. Loài này được Markgr. mô tả khoa học đầu tiên năm 1930.